# 土浦通運
土浦通運株式会社（つちうらつううん）は、茨城県土浦市に本社を置く物流会社である。
貨物自動車運送事業や鉄道利用運送事業を主業とし、他に倉庫業や産業廃棄物運搬業、保険代理店業、有料駐車場の運営などを行う。2022年3月時点で47台の車両を保有する。

## 事業所
- 総務部： 〒300-0871 土浦市荒川沖東2丁目3番6号
- 自動車営業部： 〒300-0871 土浦市荒川沖東2丁目3番6号
- コンテナ営業部： 〒300-0035 土浦市有明町2丁目41番地 土浦駅構内

## 倉庫概要
- 神立トランクルーム1号・2号： 〒300-0006 土浦市東中貫町6番地1号 ‐ 3,966.0m2
- 牛久トランクルーム1号・2号：〒300-1231 牛久市猪子町906番地3号 ‐ 858.0m2
- 荒川沖第一倉庫： 〒300-0871 土浦市荒川沖東一丁目1番10号 ‐ 922.4m2
- 荒川沖第二倉庫： 〒300-0871 土浦市荒川沖東一丁目2番10号 ‐ 297.0m2

## 主な取引先
- 三菱ケミカル株式会社
- 株式会社ニップン
- 日本通運株式会社
- 日立セメント株式会社
- 三井化学エムシー株式会社